# Kernkraftwerk Mochovce
Das Kernkraftwerk Mochovce (slowakisch Atómové elektrárne Mochovce, kurz EMO) liegt nahe dem Dorf Mochovce (Gemeinde Kalná nad Hronom) zwischen den Städten Nitra und Levice, in der Slowakei, etwa 120 km von Bratislava entfernt. Es verfügt über drei aktive Reaktoren mit einer elektrischen Nettoleistung von jeweils rund 440–470 MW. Ein vierter ist fertiggestellt und befindet sich Ende 2024 in der Testphase für den kommenden Netzanschluss.
Über den Bau des Kraftwerks wurde von der Regierung der damaligen Tschechoslowakei 1978 entschieden, die Vorbereitungsarbeiten fingen 1981 an und der eigentliche Bau begann 1984.

## Blöcke 1 und 2

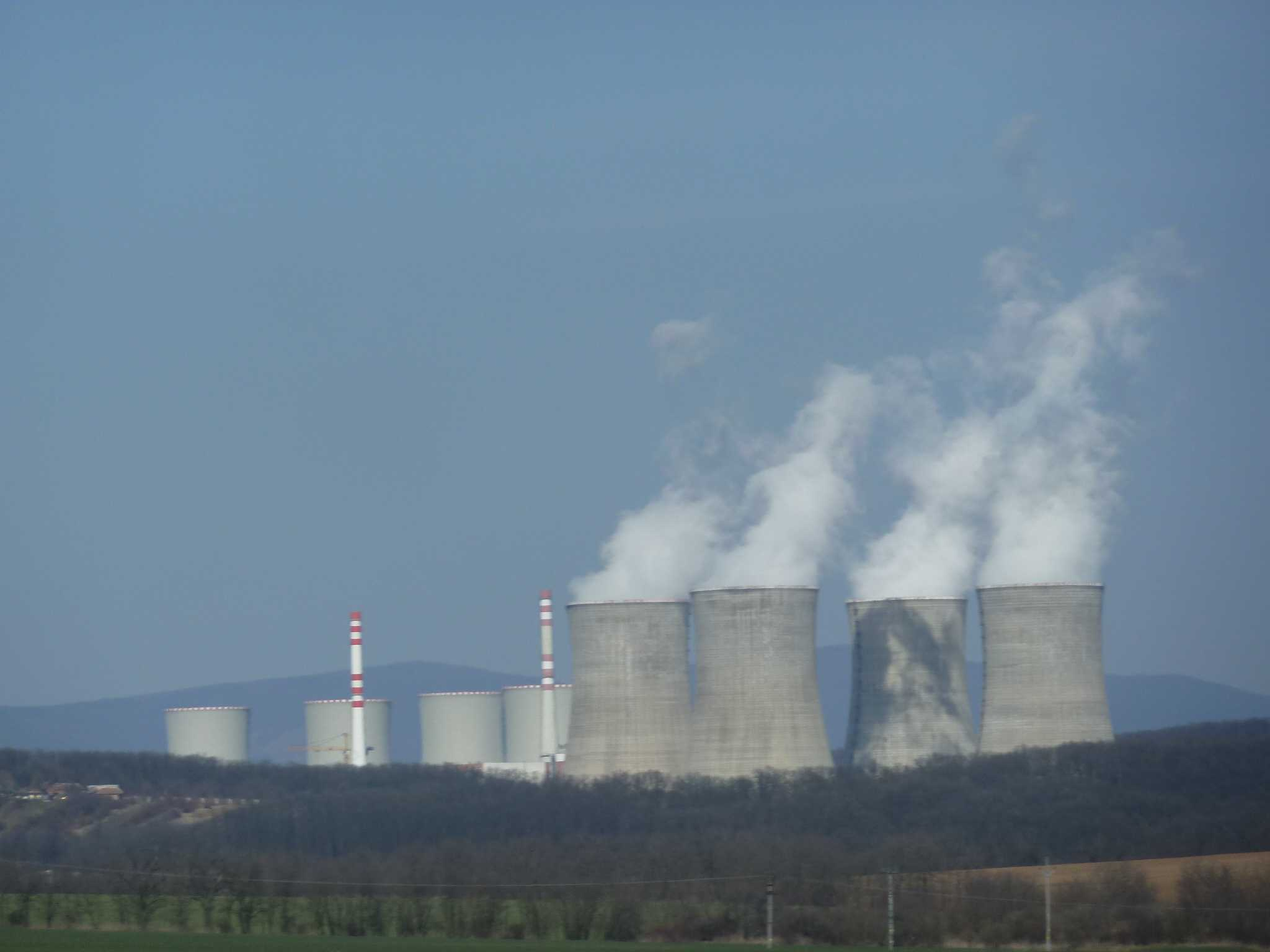
Kühltürme des Kraftwerks

Die Blöcke 1 und 2 besitzen jeweils eine installierte Leistung von 470 MW. Die Reaktoren sowjetischer Bauart wurden mit westlichen Steuerungs- und Überwachungssystemen ausgerüstet. Es kommen Druckwasserreaktoren vom sowjetischen Typ WWER-440/213 zum Einsatz. Wie bei diesem Typ üblich, sind sie als Zwillingsanlage gebaut. Nach 1990 mussten die Arbeiten wegen Finanzierungsproblemen zeitweilig gestoppt werden. Ans Netz gingen die ersten beiden Blöcke 1998 und 2000.
Im Jahr 2008 wurde nach einer Aufrüstung die Genehmigung erteilt, die Blöcke 1 und 2 von Mochovce mit der Leistung von 107 %, was zirka 466,4 MW entspricht, zu betreiben, nachdem die Abschaltung des ersten Blocks im Kernkraftwerk Bohunice-V1 im Jahre 2006 zu einem Kapazitätsverlust im slowakischen Stromnetz geführt hatte.

## Blöcke 3 und 4
Die Arbeiten an den Blöcken 3 und 4 wurden 1986 begonnen, im Jahr 1992 aber aus Geldmangel unterbrochen. Die halbfertigen Anlagen wurden unter Vornahme kleinerer erhaltender Baumaßnahmen (z. B. temporäre Überdachung einzelner Bauabschnitte) in einen Zustand versetzt, der eine Bauruine verhindern sollte. Der mögliche Weiterbau zu einem späteren Zeitpunkt wurde damit bewusst offen gehalten.
Am 15. Juli 2007 gab die Europäische Kommission die Stellungnahme zur Vollendung der Blöcke 3 und 4 des Kernkraftwerks ab. Die Kommission bemängelte erneut das fehlende Volldruckcontainment. Die Europäische Kommission gab 2008 bekannt, dass die Auslegung von Mochovce 3 und 4 gegen Flugzeugaufprall der bewährten Praxis entspricht.
Nach damaligen Planungen sollte die Vollendung der Blöcke 3 und 4 zirka 2,78 Milliarden Euro kosten. 2013 wurden bereits Baukosten in Höhe von 3,8 Milliarden Euro erwartet. Die Eigentümer beschlossen am 31. Juli 2013 eine Mittelerhöhung um zunächst nur 260 Millionen Euro. Im Oktober 2016 gab Reuters die Baukosten für die beiden Reaktorblöcke mit 5,4 Milliarden Euro an.
Der neue italienische Mehrheitseigentümer Enel des slowakischen Energiekonzerns SE (Slovenské Elektrárne a.s.) nahm die Bauarbeiten am 3. November 2008 an den Blöcken 3 und 4 wieder auf. Seit dem 11. Juni 2009 waren die Reaktoren 3 und 4 wieder offiziell in Bau. Der Zeitplan sah vor, dass im Dezember 2012 Block 3, im ersten Halbjahr 2013 Block 4 ans Netz gehen sollten Anfang 2012 wurden diese Termine zunächst auf Ende 2013 bzw. Mitte 2014 verlegt. Im Dezember 2012 wurde die Fertigstellung der Blöcke erneut verschoben, auf Ende 2014 (Block 3) und Mitte 2015.
Anfang 2013 ging ENEL davon aus, dass die beiden Blöcke nicht vor 2017 in Betrieb gehen werden. Am 21. August 2013 hob das slowakische Höchstgericht die Genehmigung für den Bau des dritten und vierten Reaktors auf, da die vorgeschriebene Bürgerbeteiligung nicht erfolgt sei. Noch am gleichen Tag erließ die staatliche Atomaufsichtsbehörde ÚJD eine Verfügung, die einen Baustopp ausschließt, da ansonsten „dem öffentlichen Interesse schwerer Schaden zugefügt würde“.
Gleichwohl verzögerte sich die Fertigstellung weiter: im Oktober 2016 erklärte Slovenské Elektrárne, dass Block 3 im Sommer 2018 und Block 4 im Sommer 2019 fertig werden könnte; es wurde dabei jedoch um Zustimmung zur Erhöhung des Budgets von 4,6 Milliarden Euro auf 5,4 Milliarden Euro gebeten. Auch wurde bekannt, dass der Mehrheitseigentümer Enel seine Beteiligung an die tschechische EPH verkauft hat.
Im Rahmen von Ermittlungen um mögliche Korruption im Zusammenhang mit dem Kraftwerksbau wurden 2019 ein ehemaliger Chef der Betreiberfirma SE und ein Manager einer Zulieferfirma vorübergehend festgenommen. Am 2. März 2020 führte eine Spezialeinheit der slowakischen Polizei im Rahmen eines laufenden Strafverfahrens wegen schweren Betrugsverdachts eine Razzia durch. Nähere Informationen wurden vorerst nicht bekanntgegeben.
Am 13. Mai 2021 erlaubte die slowakische Atomaufsichtsbehörde UJD die Inbetriebnahme des dritten Reaktorblocks. Zugleich wurden auch Genehmigungen für den Umgang mit radioaktiven Abfällen, ausgebrannten Brennstäben sowie der vorzeitigen Benutzung des Baus erteilt. Der Einspruch gegen diese Entscheidung durch die österreichische NGO Global 2000 wurde durch die Atomaufsichtsbehörde im Januar 2022 verworfen. Im August 2022 wurde die Genehmigung nach erneutem Einspruch von Global 2000 zweitinstanzlich erneut bestätigt. Die Beladung mit Kernbrennstoff erfolgte im September 2022, die volle Leistung sollte 18 Wochen später erreicht werden. Block 3 wurde am 22. September 2022 kritisch und ging am 31. Januar 2023 um 22:57 Uhr ans Netz. Nachdem die Leistung des Reaktors innerhalb der ersten Betriebsmonate graduell erhöht worden war, erreichte diese im September desselben Jahres erstmals 100 %.
Der Zeitplan von Block 4 folgte dem von Block 3 im Abstand von ein bis zwei Jahren. Im Jahr 2024 war auch der vierte Block fertiggestellt. Er absolvierte im Oktober 2024 Tests des Sicherheitssystems und befindet sich Ende 2024 in der Testphase für den kommenden Netzanschluss.

### Sicherheitsbedenken

#### Fehlendes Containment
Mochovce gilt als technisch nicht mehr zeitgemäß – es ist das weltweit einzige AKW-Neubauprojekt, bei dem die Reaktoren über keinen Sicherheitsbehälter („Containment“) verfügen. Diese Einrichtung, die längst zum gängigen Standard in der Nukleartechnik gehört, soll bei einem schweren Störfall die Umgebung eines AKW vor radioaktiver Kontaminierung schützen. Einen Schutz gegen das Austreten von Radioaktivität durch radioaktive Dämpfe in Folge eines Störfalles besitzt der WWER-440/213 in Form eines „Confinement“.

#### Weitere Mängel
Global 2000 hat eine Mängelliste erstellt:
- Die Notstromgeneratoren sind 30 Jahre alt und es gab bei einem Test eine Explosion
- Es wurde minderwertiges Material in Hochdruck-Rohrleitungen verbaut
- Es wurden „unkontrollierte Bohrungen mit bis zu 10 cm Durchmesser und einem Meter Tiefe in den Wänden der hermetischen Kammern des Reaktors“ vorgenommen

## Österreichische Unterlassungsklagen
Die Politikerin Eva Glawischnig (Grüne) widmete ihre Dissertation an der Karl-Franzens-Universität in Graz dem Problem des grenznahen Kernkraftwerks und setzte diese Kenntnisse bei einer Klage gegen das in Österreich seit seiner Errichtung umstrittene Kernkraftwerk Mochovce „auf Unterlassung der Gefährdung durch radioaktive Immissionen“ auch gleich in die Tat um. Während das Bezirksgericht Wien-Hernals der Privatklage gegen den Kraftwerksbetreiber Slovenské Elektrárne a.s. stattgab, scheiterte ihre Klage in zweiter Instanz vor dem Landesgericht für Zivilrechtssachen Wien im Juli 2005, „da Sicherheitsmängel nicht konkret nachweisbar“ sind.
1986 reichte auch der 20-jährige Landwirt Georg Maier aus Angern Klage gegen den Bau der tschechischen Atommeiler ein, nachdem die Nuklearkatastrophe von Tschernobyl seine Ernte vernichtet hatte. Juristisch wollte er zusammen mit seinem Anwalt Heinrich Wille die Einstellung des Baus am Atomkraftwerk Mochovce durchsetzen und das Oberste Gericht in Österreich hatte erstmals in der Geschichte der internationalen Rechtsprechung die Klage gegen den Bau von Atommeilern in einem anderen Staat angenommen.

## Daten der Reaktorblöcke
Das Kernkraftwerk besteht aus drei in Betrieb befindlichen Blöcken sowie einem in Bau befindlichen Block. Am 5. März 1993 wurde am gesamten Kernkraftwerk ein Baustopp angeordnet, der alle vier Blöcke betraf. Der Bau von Block 1 und 2 wurde am 14. Mai 1996 reaktiviert, der Bau von Block 3 und 4 am 11. Juni 2009. Eine Betriebsaufnahme für Block 3 wurde für 2021 angestrebt und sollte Stand August 2022 noch im gleichen Jahr erfolgen. Block 3 wurde im Januar 2023 netzsynchronisiert und begann im Oktober 2023 mit dem kommerziellen Betrieb.
Block 4 sollte ursprünglich 2023 in Betrieb genommen werden, Stand August 2022 wurde mit einer Inbetriebnahme im Frühjahr 2024 gerechnet.[veraltet]
| Reaktorblock | Reaktortyp   | Nettoleistung | Bruttoleistung | Baubeginn                     | Netzsynchronisation | Kommerzieller Betrieb | Abschaltung    |
| ------------ | ------------ | ------------- | -------------- | ----------------------------- | ------------------- | --------------------- | -------------- |
| Mochovce-1   | WWER-440/213 | 467 MW        | 500 MW         | 13. Oktober 1983              | 4. Juli 1998        | 29. Oktober 1998      | (2058 geplant) |
| Mochovce-2   | WWER-440/213 | 469 MW        | 500 MW         | 13. Oktober 1983              | 20. Dezember 1999   | 11. April 2000        | (2060 geplant) |
| Mochovce-3   | WWER-440/213 | 440 MW        | 471 MW         | 27. Januar 1987; 1. Juni 2009 | 31. Januar 2023     | 17. Oktober 2023      |                |
| Mochovce-4   | WWER-440/213 | 440 MW        | 471 MW         | 27. Januar 1987; 1. Juni 2009 |                     | (2025 geplant)        |                |